# Aloe namibensis
Aloe namibensis é uma espécie de liliopsida do gênero Aloe, pertencente à família Asphodelaceae.